# Ноћни менаџер
Ноћни менаџер (енгл. The Night Manager) британска је ТВ серија режисерке Сузан Бир. Главне улоге играју Том Хидлстон, Хју Лори, Оливија Колман, Дејвид Хервуд, Том Холандер и Елизабет Дебики. Заснована је на истоименом роману из 1993, аутора Џона ле Кареа; адаптацију је радио Дејвид Фар. Шестоделна мини-серија је почела да се приказује 21. фебруара 2016. на каналу Би-Би-Си Ван. У САД, емитовање је почело 19. априла 2016. на Еј-Ем-Сију. Серија је продата међународно, за преко 180 земаља. Другу сезону је наручио Би-Би-Си и Еј-Ем-Си.
Серија је номинована за 36 награда; освојила је 11, укључујући два Емија (за режисерку Сузан Бир и музичког композитора Виктора Рејеса) и три Златна глобуса (најбољи перформанс глумца за Тома Хидлстона, најбољи перформанс глумице у улози подршке за Оливију Колман и најбољи перформанс глумца у улози подршке за Хјуа Лорија).

## Радња
Ноћног менаџера луксузног хотела и бившег британског војника Џонатана Пајна (Том Хидлстон) ангажује обавештајка и агентица Ангела Бер (Оливија Колман). Он добија задатак да наводи Вајтхол и Вашингтон где је алијанса између обавештајне заједнице и тајне операције с трговином оружја. Пајн се мора инфилтрирати у ужи круг трговца оружјем Ричарда Онслоуа Ропера (Хју Лори), његове девојке Џед (Елизабет Дебики) и њиховог сарадника Коркорана (Том Холандер).

## Постава
Главне улоге
- Том Хидлстон као Џонатан Пајн
- Хју Лори као Ричард Онслоу Ропер
- Оливија Колман као Ангела Бер
- Том Холандер као мајор Ленс Коркоран „Корки”
- Елизабет Дебики као Џед Маршал
- Алистер Питри као Александер „Сенди” Лангборн, лорд Ланбурн
- Наташа Литл као Керолајн Лангборн, леди Лангборн
- Даглас Хоџ као Рекс Мејхју
- Дејвид Хервуд као Џоел Стедман
- Тобијас Мензис као Џефри Дромгул
- Антонио де ла Торе као Хуан Апостол
- Адил Актар као Роб Сингал
- Мајкл Нардони као Фриски
- Ховик Кучкеријан као Таби

Гости и повратне улоге
- Дејвид Ејвери као Фреди Хамид
- Амир ел Масри као Јусуф
- Ор Атика као Софи (Самира) Алекан
- Насер Мемарзија као Омар Баргати
- Расел Тови као Сајмон Огилви
- Нил Мориси као Хари Палфри
- Кетрин Кели као Памела, стални секретар
- Биџан Данешманд као Кујами
- Хана Стил као Мерилин

## Продукција
У јануару 2015. објављено је да ће серију копродуцирати Би-Би-Си, Еј-Ем-Си и Инк фактори.
Снимање је почело 19. марта 2015. у Цермату (Швајцарска). Продукција је потом пресељена у Лондон (УК). У раздобљу од 13. до 17. априла 2015, снимање се одвијало на локацији у Блекпул Мил Котаџу (Хартланд Аби) те код Хартланда (Девон). Дана 20. априла 2015, продукција је пресељена у Маракеш (Мароко). Ес Сади резорт је коришћен као локација за фикционални хотел „Нефертити” у Каиру. Поткрај маја, продукција је поново пресељена — сада на Мајорку (Шпанија); главни део снимања окончан је 3. јула 2015. у Мајорци. Остале значајне локације укључују Порт де Сољер, луксузно имање Ла Форталеза у Порт де Пољенси те неколико локација у Палми (Мајорка).
Аутор Џон ле Каре (Дејвид Џон Мур Корнвел) појавио се у епизоди 4.

## Емитовање
Епизода 1 серије Ноћни менаџер емитована је први пут 21. фебруара 2016. године, на каналу Би-Би-Си Ван у УК. Еј-Ем-Си Спејн је емитовао прву епизоду 24. фебруара 2016. године. ТВ3 на Новом Зеланду приказао је прву епизоду 28. фебруара 2016. године. У САД, серија је премијерно приказана 19. априла 2016. на Еј-Ем-Сију. Серијал је за Аустралију приказан први пут 20. марта 2016. године на каналу Би-Би-Си Ферст. У Саудијској Арабији емитовање је почело 6. јуна 2016. на Еј-Ем-Сију. У Финској је премијера била 22. јуна 2016. на каналу МТВ3. У Шведској је серија први пут приказана 22. августа 2016. на каналу ТВ4, подељена у осам епизода. У Немачкој је приказивање почело 29. августа 2016. на каналу ZDF, као и у Ирској на каналу Радио Телифиш Еран. Дана 24. фебруара 2017, Ноћни менаџер је почео да се приказује на холандском јавном емитеру НПО 1, захваљујући АВРОТРОС-у.
Серија Ноћни менаџер је емитован и на Балкану. У Србији је РТС почео 22. априла 2017. године са приказивањем, док је ХТВ1 даје од 21. септембра 2017. године.

## Епизоде
| Бр. еп. | Наслов    | Премијера         | Гледаност у УК (милиони) [А] |
| --- | --------- | ----------------- | ---------------------------- |
| 1 | Епизода 1 | 21. фебруар 2016. | 10,18                        |
| Током Египатске револуције 2011, Џонатан Пајн ради као ноћни менаџер хотела „Нефертити” у Каиру (Египат). Улази у везу са Софи Алекан, љубавницом плејбоја Фредија Хамида, чија је богата породица веома утицајна у Каиру. Софи даје Џонатану омотницу са поверљивим документима које жели да ископира. Унутра он проналази листу оружја и хемикалија за ратовање, те кореспонденцију између Хамидових компанија и Ајронласт лимитеда. Софи му говори да ово држи у тајности, те да преда документе својим контактима ако се њој нешто деси. Џонатан одлучује да су информације преважне да би се ишта чекало, те предаје документе међународној агенцији (енгл. International Enforcement Agency, IEA) у Лондону (Енглеска). Ове информације налазе пут до обавештајке и полицајке Ангеле Бер, која је радила много година на случају рушења Ричарда Ропера. Наиме, информације су некако повезане са Ричардом Ропером, који склапа договор са Хамидовима. Када Џонатан следећи пут види Софи, она је видно у модрицама и претучена, због тога што су Хамидови посумњали да је крива што је договор пропао. Џонатан је одводи у сигурну изоловану кућу, где они проводе романтичне ноћи. Џонатан се онда сукобљава са својим контактом око докумената који су процурили, и захтева да се Софи да азил у Енглеској у замену за давање важних докумената. Њему је речено да Хамидови имају бројне инвестиције и пријатеље у Енглеској, тако да је препоручљиво да се Софи само врати Хамидовима и претвара да не зна ништа. Софи остаје разочарана када јој Џонатан ово саопшти, те се враћа у хотел и према Џонатану понаша хладно и резервисано. Недуго после овога, Ангела Бер открива ко је омогућио документе за Енглеску, и брзо контактира Џонатана да моментално одведе Софи на сигурно место јер је у опасности. Џонатан отрчи у њену собу, али нађе само место злочина... Четири године после, Џонатан Пајн, који је сада ноћни менаџер хотела „Мајстерс” у Цермату (Швајцарска), сазнаје од дневног менаџера да треба да се побрине за госте који ће касније доћи и да треба да им да пошиљку која је раније стигла. Он примећује да је пакет адресиран на Ричарда Ропера, те бива видно потресен. Ричард Ропер и његова пратња стижу касно по ноћи, а Џонатан Пајн остаје наизменично шармиран и негативан али успе одржати професионалну маску. Касније контактира Ангелу Бер и даје јој све информације које је успео сакупити током боравка Ричарда Ропера. Изјављује да не жели ништа више да ради по питању овога, али Ангела Бер види прилику за рушење Ропера па жели да јој он ипак још помогне у истраживању извршног директора Ајронласта. Када се Џонатан почне двоумити, она му наведе његове две дужности током Ирачког рата те његово сведочење о томе колику штету опасна хемијска оружја могу да нанесу, као и убиство Софи. |           |                   |                              |
| 2 | Епизода 2 | 28. фебруар 2016. | 10,19                        |
| Џонатан пристаје да ради са Ангелом, по њеном обећању новог идентитета који ће стећи када заврши посао; он добија NOC: Џек Линден и, касније, Томас Квинс. Као Линден, Џонатан проводи време у Девону, градећи насилни идентитет шпијуна. Касније, Ангела га шаље у Шпанију, где се Ропер састаје са партнерима поводом договора око оружја. Операција којом се Џонатан инфилтрира у Роперову организацију названа је „Лимпет”. У Мајорци (Шпанија), инсценирана отмица Роперовог сина Данијела одвија се у приобалном ресторану. Џонатан, као Квинс, шеф у ресторану, ослобађа Данијела сукобљавајући се са нападачима и савладавајући их. Током обрачуна, један од киднапера га насилно пребије као освету за његово прекомерно насилно понашање над других отмичарем који је учествовао у лажној отмици и спасавању. Тешко повређеног Квинса Ропер одводи у своју вилу како би се опоравио. Ропер верује да је Пајн из Швајцарске и иако му је захвалан за помоћ и даље је веома скептичан. Роперов човек Корки напада Џонатана због његове криминалне прошлости и вишеструких идентитета, а Ропер говори да ће убрзо сазнати ко је рањени човек. У Лондону, Ангела ради на томе да се статус операције Лимпет одржи тајним за Ривер Хаус (MI6), за који верује да ће пореметити операцију ако сазна ишта. |           |                   |                              |
| 3 | Епизода 3 | 6. март 2016.     | 9,74                         |
| У својој вили, Ропер испитује Џонатана о његовој криминалној прошлости. Џонатан објасни своју измишљену причу, а Ропер има досије за упоређивање. Џонатан изјављује да одлази, а Ропер говори да је Квинс разоткривен и да ће морати остати и осмислити нешто боље. После неког времена, у Мадриду (Шпанија) Роперов адвокат Хуан „Апо” Апостол организује рођенданску забаву за своју ћерку Елену; присуствују и Ропер и његова пратња. Елена је ускоро пронађена обешена. У Мадриду, Ангела проналази ожалошћеног Апоа и покуша да задобије његово поверење. Касније са Данијелом Џонатан открива о Роперовој тајној одаји и њеном тајном кључу. Данијел такође открива да се тестирање аларма обавља једном дневно. Џонатан проналази кључ и по уласку у собу одмах фотографише документе о Трејдпасу, Роперовој компанији за пољопривредну опрему која је заправо фронт. Следећег дана, Ропер представља Џонатану пасош са именом Ендру Берч. Међутим, Џонатан мора нешто да уради у замену. Ропер му предаје Коркијев бивши посао контролисања Трејдпаса. Џонатан прихвата своје ново име и улогу. У Лондону чланови Ривер Хауса покушају преузети контролу над Лимпетом од Ангелиног сарадника Рекса Мејхјуа — он не наседа, чак и након понуђеног мита. Касније, други корумпирани чланови Ривер Хауса састају се са Ропером у Монаку и говоре му о постојању Лимпета (иако не о Џонатановој улози, које нису свесни). |           |                   |                              |
| 4 | Епизода 4 | 13. март 2016.    | 9,61                         |
| Ропер даје Џонатану информације о идентитету Ендруа Берча и његов план је да га упозна са вољним поборницима Трејдпаса. Он додаје и да инвеститори неће знати одакле новац долази, пошто ће компанија бити регистрована на Кипру и у Женеви. У IEA, Ангела прави документе за Трејдпас и објашњава да ће Ропер плаћати своје инвеститоре 20% профита за подржавање Трејдпаса, али продаје оружје за двоструку цену. Посебна пажња се обраћа на два имена, Хало и Феликс. Ангела касније сазнаје да је Хало Дромгул, који фалсификује документе Министарства одбране. Феликс је Барбара Вандон, Лангли оперативка која суделује у фалсификацији. Домгул сумња на Апоа да је крив што су документи о Трејдпасу процурили, а Апоа касније проналазе убијеног. У међувремену, Коркијеве сумње о Џонатановој и Роперовој девојци Џед показују се тачнима током њиховог секса. Она га касније назове његовим правим именом преко телефона, што долази до Ангеле која жели да га избави. Џонатан јој говори о испоруци сандука оружја бродом у Истанбул, чиме би могао да отпочне рат. Када Ангела одбије да слуша, Џонатан говори Роперу да их неко прати и њихов тим бежи из IEA. |           |                   |                              |
| 5 | Епизода 5 | 20. март 2016.    | 9,67                         |
| Током лета до Турске, Ропер информише Џонатана да зна како је Ангела дошла до докумената Трејдпаса, укључујући оне са написаним напоменама Апоа, што је разлог зашто он „више није са нама”. Ропер додаје да он зна само четири друге особе, укључујући Џонатана, које би могле изазвати да документ процури. Долазећи на место састанка, названо Хејвен, трговци се припремају да покажу своје оружје Роперу. На брду изнад очишћеног села, он се одушевљава када види како млазњаци надлећу и напалмом спаљују све. Џонатан је приметио да су конвоји маскирани као камиони који достављају помоћ, док исти напуштају комплекс. У Лондону, Дромгул контактира Ангелу да пита где је нашла папире које је однела Апоу. Она прича о Дромгуловој вези са Ропером. Дромгул каже да зна како је неко убачен за Лимпет и упозорава је да не иде овим путем. Џонатан се инфилтрира у комплекс да би доставио своје белешке Ангели, али га на повратку ухвати Корки. Током борбе Џонатан добро пребије Коркија, и овај умире; Роперу је речено да се Корки састао с неким код ограде. Ангела успе да се избори за захтев Војсци САД против камиона Ропера на сиријској граници. Међутим, када су изашли на терен, видели су да је у питању само пољопривредна опрема. Ропер, гледајући са својим тимом преко сателита, остаје задовољан јер је извео тимблриг. Сви се враћају у Каиро, где Ропер ступа у контакт с Фредијем Хамидом. У Лондону, када се Ангела врати кући, налази своје место преврнуто и мужа како лежи рањен на поду. |           |                   |                              |
| 6 | Епизода 6 | 27. март 2016.    | 9,90                         |
| У Лондону, након неуспелог напада на сиријској граници, Министарство одбране почиње са распуштањем уреда IEA. У Египту, тим Трејдпаса се састаје с Хамидом, а Џонатан оповргава да га зна; уговара се испорука оружја. У међувремену, Ангела стиже у Каиро након што је добила Џонатанов знак. Касније, Џед успева да добије код за Роперов сеф и да га Џонатану, који га даље прослеђује Ангели. Она краде омотницу која садржи сертификат власничке регистрације за Трејдпас холдингс. У казину, Џонатан побаца Хамидова пића и отпрати га кући. Користећи сертификат, Џонатан се ушуња у тим да би истражио пошиљку оружја и поставио експлозив; затим враћа омотницу Џед. Замењујући је, њу ухвати Роперов чувар, док се Ропер и Џонатан састају са египатским купцима. Ропер му говори да обави изврстан разговор са инвеститорима, или ће Џед умрети. Џонатан разноси камион и присиљава Ропера да га одведе до Џед, у замену за новац. У хотелу, Ангела се сукобљава са Ропером, који покуша назвати Дромгула да је заустави; међутим, не добија одговор — Ангелин тим, наоружан сертификатом као доказом његове повезаности с Ропером, уцењује га да остане тих. Ропера хапси локална полиција, али полицијским комбијем управљају његови озлојеђени купци, који се одвозе са Ропером и његовим телохранитељима у непознату судбину. Касније, Џед аранжира повратак у Америку да би видела сина, а Џонатан обећава да ће доћи да је види. Гледа њен одлазак из Нефертитија, обраћајући се новом ноћном менаџеру. |           |                   |                              |

## Критички пријем
Серија је имала увелико позитиван критички осврт, а Сан ју је назвао „једном од најбољих серија свих времена”.
Адам Сисман, Ле Кареов биограф, написао је у британским дневним новинама Дејли телеграф следеће: „Прошло је више од 20 година откако је роман објављен, а тада су две филмске компаније покушале и нису успеле да га адаптирају, из чега се да закључити да је било немогуће све сабити у два сата. Али ова шестосатна телевизијска адаптација је довољно дуга да роману да оно што треба.” Додао је: „И иако је Хју Лори изгледао као изненађујући избор за играње ’најгорег човека на свету’, он доминира сценом као страшно уверљив зликовац. Опрезни гледаоци могу уочити познато лице у позадини једне сцене, у ресторану: Џон ле Каре је сам имао камео, као што је урадио и у филмовима Најтраженији човек и Крпар, кројач, солдат, шпијун. Али, он је на екрану само закратко: трепнете и пропустићете га.”
Оцењујући епизоду 1 за Гардијан, Арчи Бленд је рецензију почео истичући следеће: „Ноћни менаџер је сексуалан како телевизијска драма долази. У Тому Хидлстону и Хјуу Лорију има бона фиде међународне звезде; у изворном роману Џона ле Кареа има педигре недодирљиве грандиозности. Палета је раскошна као и један од предивних хотела нашег хероја Џонатана Пајна.” Рекао је и: „Препредени перформанс Лорија је оно што даје Ноћном менаџеру његову снагу када мирис новца нестане. Али ми једва да га видимо првих 40 минута — трик са одгођеном гратификацијом који је увек магично успевао за мене, још од кад смо потрошили целу епизоду Западног крила нестрпљиво чекајући да упознамо Џосију Бартлета.” Враћајући се на Хидлстонов перформанс, Бленд је написао: „И као што је утеловљење атомсфере шоуа парализовало успостављање гламура, Хидлстон је бизнис. Када племените звери испод које прилагођавају енглески екстериор почну да саме постају познате, налазим за исправно освету коју он намерава при сламању Роперове неодољивости.”
Рецензенткиња из Ај-Џи-Ена Џеси Шедин дала је мини-серији 8,8 од 10, уз коментар: „Ноћни менаџер доказује да је телевизија идеалан формат за оживљавање Ле Кареових романа. Мини-серија је са чврстим темпом, напета и може се похвалити јаким перформансом наклоности Хидлстона, Лорија, Колмана и Холандера. Уз мало среће, ова серија ће отворити врата за још Ле Кареових класичних шпијунских прича које би могле да дођу на мале екране.”

## Аколаде
| Год.                                                         | Церемонија                                                           | Категорија                                                                                       | Реципијент(и) | Резултат   |
| ------------------------------------------------------------ | -------------------------------------------------------------------- | ------------------------------------------------------------------------------------------------ | --- | ---------- |
| 2016                                                         |                                                                      |                                                                                                  | |            |
| 7. Телевизијска награда Избор критичара                      | Најбољи филм или мини-серија                                         | Ноћни менаџер                                                                                    | Номинација |            |
| 7. Телевизијска награда Избор критичара                      | Глумац — филм или мини-серија                                        | Том Хидлстон                                                                                     | Номинација |            |
| 7. Телевизијска награда Избор критичара                      | Глумица — филм или мини-серија                                       | Оливија Колман                                                                                   | Номинација |            |
| 7. Телевизијска награда Избор критичара                      | Глумац подршке — филм или мини-серија                                | Хју Лори                                                                                         | Номинација |            |
| 7. Телевизијска награда Избор критичара                      | Глумица подршке — филм или мини-серија                               | Елизабет Дебики                                                                                  | Номинација |            |
| 68. Прајмтајм Награда Еми                                    | Изузетна лимитирана серија                                           | Ноћни менаџер                                                                                    | Номинација |            |
| 68. Прајмтајм Награда Еми                                    | Изузетан главни глумац у лимитираној серији или филму                | Том Хидлстон                                                                                     | Номинација |            |
| 68. Прајмтајм Награда Еми                                    | Изузетан глумац подршке у лимитираној серији или филму               | Хју Лори                                                                                         | Номинација |            |
| 68. Прајмтајм Награда Еми                                    | Изузетна глумица подршке у лимитираној серији или филму              | Оливија Колман                                                                                   | Номинација |            |
| 68. Прајмтајм Награда Еми                                    | Изузетно режирање за лимитирану серију, филм или драмски специјал    | Сузан Бир                                                                                        | Освојено |            |
| 68. Прајмтајм Награда Еми                                    | Изузетно сценирање за лимитирану серију, филм или драмски специјал   | Дејвид Фар                                                                                       | Номинација |            |
| 68. Прајмтајм кријејтив артс Награда Еми                     | Изузетан кастинг за лимитирану серију, филм или специјал             | Џина Џеј                                                                                         | Номинација |            |
| 68. Прајмтајм кријејтив артс Награда Еми                     | Изузетан дизајн уводне шпице                                         | Патрик Клер, Џеф Хан, Пол Ким и Раул Маркс                                                       | Номинација |            |
| 68. Прајмтајм кријејтив артс Награда Еми                     | Изузетна тематска музика уводне шпице                                | Виктор Рејес                                                                                     | Номинација |            |
| 68. Прајмтајм кријејтив артс Награда Еми                     | Изузетна музичка композиција за лимитирану серију, филм или специјал | Виктор Рејес                                                                                     | Освојено |            |
| 68. Прајмтајм кријејтив артс Награда Еми                     | Изузетна монтажа звука за лимитирану серију, филм или специјал       | Адам Армитаџ, Хауард Баргроф, Питер Мелеменџијан, Алек Сојер и Барнаби Смит                      | Номинација |            |
| 68. Прајмтајм кријејтив артс Награда Еми                     | Изузетно миксање звука за лимитирану серију или филм                 | Хауард Баргроф и Ејтор Бернгуер                                                                  | Номинација |            |
| Награда за вештину и дизајн Краљевског телевизијског друштва | Дизајн костима — драма                                               | Сигне Сејлунд                                                                                    | Освојено |            |
| Награда за вештину и дизајн Краљевског телевизијског друштва | Мејк-ап дизајн — драма                                               | Џена Враж                                                                                        | Освојено |            |
| Награда за вештину и дизајн Краљевског телевизијског друштва | Музика — уводна шпица                                                | Виктор Рејес                                                                                     | Освојено |            |
| Награда за вештину и дизајн Краљевског телевизијског друштва | Ефекти — специјал                                                    | Пау Коста Молер                                                                                  | Номинација |            |
| 2017                                                         | 32. Награда Артиос                                                   | Кастинг — телевизијски филм или мини-серија                                                      | Џина Џеј | Номинација |
| 2017                                                         | BAFTA ТВ награда                                                     | Најбољи глумац подршке                                                                           | Том Холандер | Освојено   |
| 2017                                                         | BAFTA ТВ награда за вештину                                          | Режисер: Фикција                                                                                 | Сузан Бир | Номинација |
| 2017                                                         | BAFTA ТВ награда за вештину                                          | Монтажа: Фикција                                                                                 | Бен Лестер | Освојено   |
| 2017                                                         | BAFTA ТВ награда за вештину                                          | Дизајн продукције                                                                                | Том Бертон | Номинација |
| 2017                                                         | BAFTA ТВ награда за вештину                                          | Звук: Фикција                                                                                    | Ејтор Беренгуер, Хауард Баргроф, Алекс Сојер, Адам Армитаџ                                                                                            | Освојено   |
| 2017                                                         | BAFTA ТВ награда за вештину                                          | Специјални, визуелни и графички ефекти                                                           | Блуболт, Пау Коста Молер | Номинација |
| 2017                                                         | BAFTA ТВ награда за вештину                                          | Наслови и графички идентитет                                                                     | Патрик Клер, Раул Маркс, Еластик | Номинација |
| 2017                                                         | 43. Награда Прес еснафа за емитовање                                 | Најбоља драмска серија                                                                           | Ноћни менаџер | Освојено   |
| 2017                                                         | 43. Награда Прес еснафа за емитовање                                 | Најбољи глумац                                                                                   | Хју Лори | Номинација |
| 2017                                                         | Награда Емпајер                                                      | Најбоља ТВ серија                                                                                | Ноћни менаџер | Освојено   |
| 2017                                                         | Награда за велики скор Алијансе европских композитора и текстописаца | Најбоља оригинална музика за серију                                                              | Виктор Рејес | Освојено   |
| 2017                                                         | 74. Награда Златни глобус                                            | Најбоља лимитирана серија или играни филм направљен за телевизију                                | Ноћни менаџер | Номинација |
| 2017                                                         | 74. Награда Златни глобус                                            | Најбољи глумац у лимитираној серији или играном филму направљеном за телевизију                  | Том Хидлстон | Освојено   |
| 2017                                                         | 74. Награда Златни глобус                                            | Најбоља глумица подршке у серији, лимитираној серији или играном филму направљеном за телевизију | Оливија Колман | Освојено   |
| 2017                                                         | 74. Награда Златни глобус                                            | Најбољи глумац подршке у серији, лимитираној серији или играном филму направљеном за телевизију  | Хју Лори | Освојено   |
| 2017                                                         | 42. Награда Грејси                                                   | Глумица у улози подршке — направљено за ТВ филм или лимитирану серију                            | Оливија Колман | Освојено   |
| 2017                                                         | Награда Еснафа локацијских менаџера                                  | Награда LMGI за изузетне локације у савременој телевизији                                        | Том Хауард и Данијел Сампедро Палерм | Освојено   |
| 2017                                                         | Награда Еснафа продуцената Америке                                   | Изузетан продуцент за дуги телевизијски формат                                                   | Сајмон Корнвел, Стивен Гарет, Стивен Корнвел, Хју Лори, Том Хидлстон, Сузан Бир, Дејвид Фар, Џон ле Каре, Вилијам Д. Џонсон, Алексеј Болто, Роб Балок | Номинација |
| 2017                                                         | 21. Награда Сателит                                                  | Најбољи глумац — мини-серија или телевизијски филм                                               | Том Хидлстон | Номинација |
| 2017                                                         | 21. Награда Сателит                                                  | Најбоља глумица подршке — серија, мини-серија или телевизијски филм                              | Оливија Колман | Освојено   |
| 2017                                                         | 21. Награда Сателит                                                  | Најбољи глумац подршке — серија, мини-серија или телевизијски филм                               | Хју Лори | Номинација |
| 2017                                                         | 29. Награда USC Скриптер                                             | Адаптирани сценарио — телевизија                                                                 | Дејвид Фар, Џон ле Каре | Освојено   |
| 2017                                                         | 43. Награда Сатурн                                                   | Најбоља презентација на телевизији                                                               | Ноћни менаџер | Номинација |
| 2017                                                         | Награда TRIC 2017                                                    | Најбољи криминалистички програм                                                                  | Ноћни менаџер | Номинација |
| 2017                                                         | Награда Телевизуал медија булдог 2017                                | Драма ван-оф или серијал                                                                         | Ноћни менаџер | Освојено   |
| 2017                                                         | Награда Телевизуал медија булдог 2017                                | Кинематографија                                                                                  | Ноћни менаџер | Номинација |
| 2017                                                         | Награда Златна ружа 2017                                             | Драмска серија                                                                                   | Ноћни менаџер | Номинација |